# The Awakening
A The Awakening a Doctor Who 132. része, amit 1983. január 19–20-án adtak két epizódban.

## Történet
A Tardis egy kis angol faluba, Little Hodcombe-ba érkezik. Tegan a történész nagyapját szeretné meglátogatni, de az öreg eltűnt. A falu lakói különösen viselkednek: Sir George Hutchinson vezetésével pontosan reprodukálni az angol polgárháború egyik csatáját, ami 1643-ban ugyanott zajlott le. Sir George-ot valami megszállta, valami, ami a 17. században érkezett a faluba...

## Epizódlista
| Epizódok sorszáma | Bemutató napja   | Hossza | Nézők száma (millió) |
| ----------------- | ---------------- | ------ | -------------------- |
| 1.                | 1984. január 19. | 25:18  | 7,9                  |
| 2.                | 1983. január 20. | 24:47  | 6,6                  |

## Könyvkiadás
A könyvváltozatát 1985. június 13-án adta ki a Target könyvkiadó. Írta Eric Pringle.

## Otthoni kiadás
- VHS-en adták ki a következő Frontios című résszel 1997 márciusában.
- DVD-n 2011. június 20-án adták ki a The Gunfighters című epizóddal.

### Fordítás
- Ez a szócikk részben vagy egészben  a   The_Awakening_(Doctor_Who) című angol Wikipédia-szócikk fordításán alapul.  Az eredeti cikk szerkesztőit annak laptörténete sorolja fel. Ez a jelzés csupán a megfogalmazás eredetét és a szerzői jogokat jelzi, nem szolgál a cikkben szereplő információk forrásmegjelöléseként.